# Adam Eaton (cầu thủ bóng đá)
Adam Eaton (sinh ngày 2 tháng 5 năm 1980) là một cựu cầu thủ bóng đá, khởi đầu với vị trí tập sự tại Everton, thi đấu cho Preston North End và Mansfield Town trước khi giải nghệ vì chấn thương hông năm 2006.